# Gammel Pøl

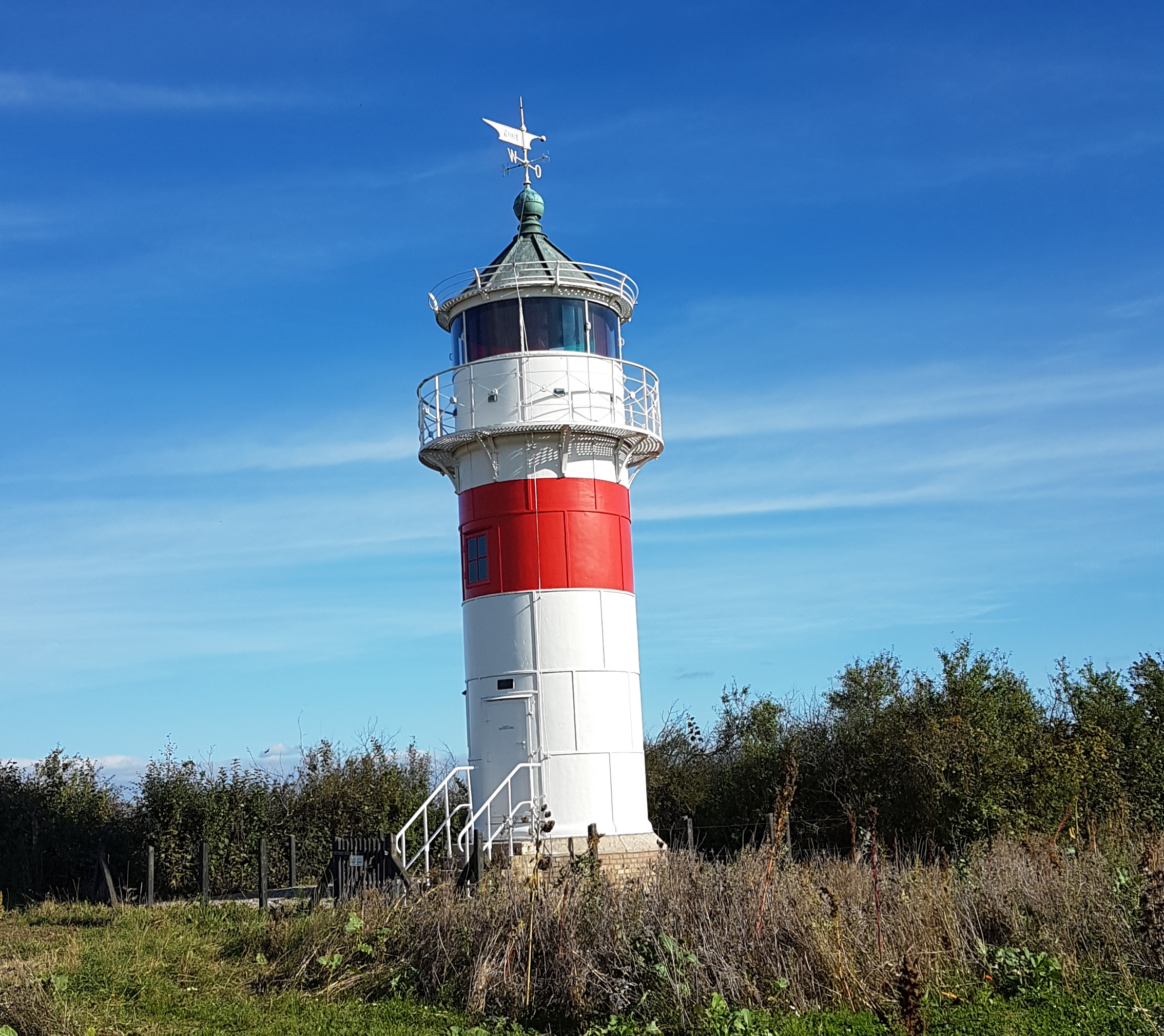
Leuchtturm Gammel-Pøl (2019)

Gammel Pøl (deutsch Alt Pöhl oder Gammelpöhl) bezeichnet die Südostspitze der dänischen Insel Als sowie den dortigen Leuchtturm Gammel Pøl Fyr.
Die Gemarkung wie auch der Leuchtturm gehören zur Kirchspielsgemeinde (dän.: Sogn) Lysabild Sogn, die bis zur dänischen Kommunalreform von 1970 zur Harde Als Sønder Herred im damaligen Aabenraa-Sønderborg Amt gehörte, danach zur Sydals Kommune im damaligen Sønderjyllands Amt, die im Zuge der Kommunalreform zum 1. Januar 2007 in der „neuen“ Sønderborg Kommune in der Region Syddanmark aufgegangen ist.
Der 11 m hohe Leuchtturm hat die Kennung Oc(3)WRG15s und steht auf 54° 52′ 52,8″ N, 10° 4′ 10,2″ O.